# Mobile Bay

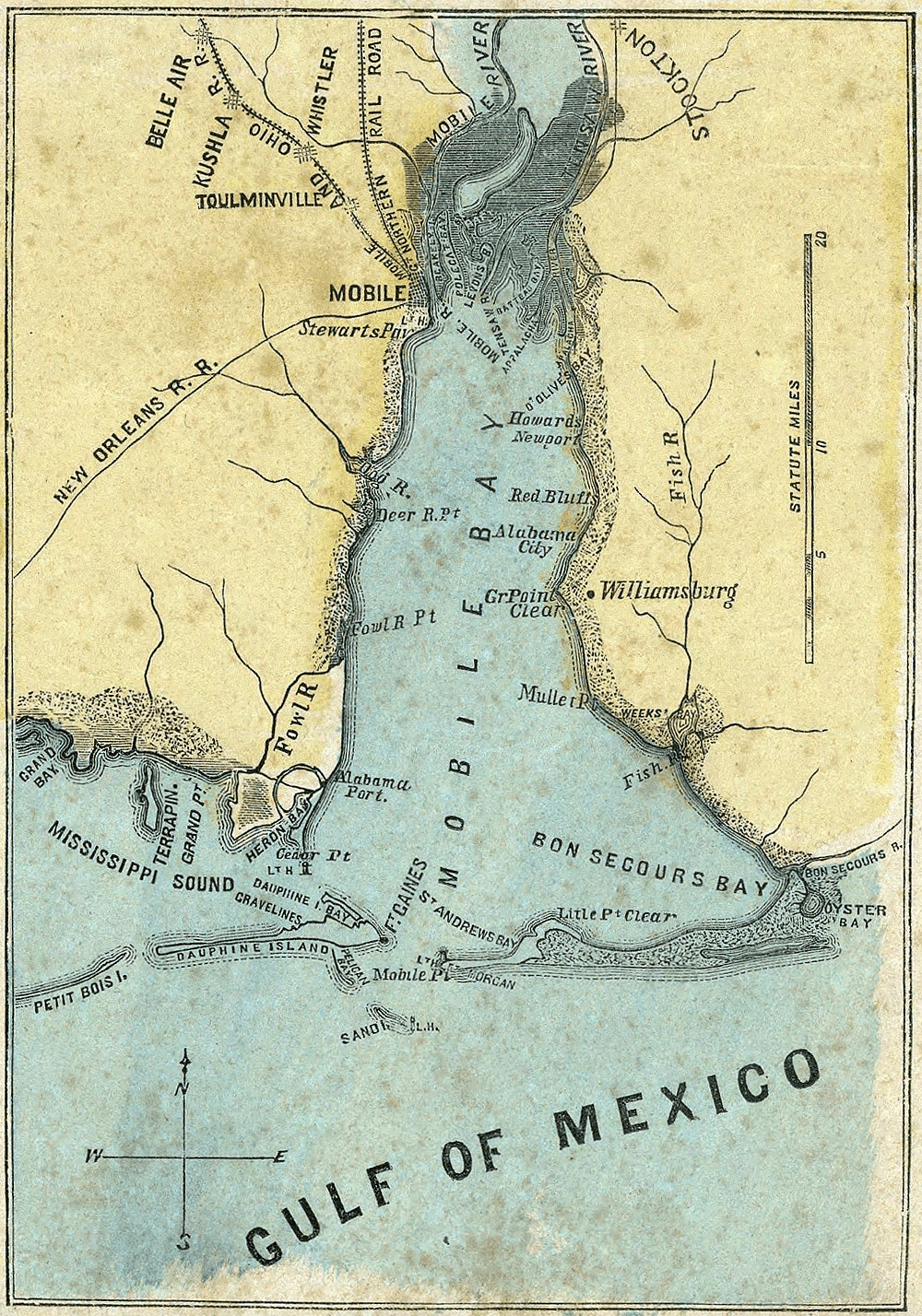
Karte der Bay zur Zeit des Sezessionskrieges

Die Mobile Bay ist eine Bucht im US-Bundesstaat Alabama. 
Am Kopf der Bucht liegt Mobile, die wichtigste Hafenstadt von Alabama. In die Bucht mündet auch der Tensaw River. Der Mobile Bay grenzt an die Bon Secour Bay, an die Chacalochee Bay, an den Polecat Bay und an den Golf von Mexiko. In der Bucht liegen viele Inseln wie zum Beispiel Big Island mit dem Meaher State Park. Die Mobile Bay wird von der Interstate 10 überquert.